# 배리 알렉산더 브라운
배리 알렉산더 브라운(Barry Alexander Brown, 1950년 11월 28일 체셔주 워링턴 ~ )은 잉글랜드 태생의 미국의 영화 감독, 편집자이다. 영화 감독으로서 영화 감독 스파이크 리와 함께 스파이크 리의 잘 알려진 영화 똑바로 살아라 (1989년 영화), 말콤 X (영화), 히 갓 게임, 25시 (2002년 영화), 인사이드 맨, 블랙클랜스맨 등을 협업했으며 그 중 블랙클랜스맨은 제91회 아카데미상에서 아카데미 편집상 후보에 올랐다.
영화 감독으로서 브라운은 다큐멘터리 영화 워 앳 홈(1979)을 공돔 감독하여 아카데미 장편 다큐멘터리상 후보에 들었다.